# スティーブ・ジョンストン
スティーブ・ジョンストン（Stevie Johnston、1972年9月28日 - ）は、アメリカ合衆国の男性プロボクサー。コロラド州デンバー出身。元WBC世界ライト級王者。

## 来歴
1993年2月16日、プロデビュー戦で3回TKO勝ち。
1993年10月22日、5戦目でのちの世界ウェルター級王者ジェームス・ペイジと対戦し、8回判定勝ち。
1994年6月21日、12戦目でのちの世界ライト級王者シャンバ・ミッチェルと対戦し、9回TKO勝ち。
1995年5月2日、NABF北米ライト級王座を獲得した。同王座は3度の防衛に成功した。
1997年3月1日、WBC世界ライト級王者ジャン・バチスト・メンディに挑戦し、2-1の判定勝ちで世界王座を獲得した。
1997年7月26日、初防衛戦で坂本博之と対戦し、2-1の判定勝ちで初防衛に成功した。
1998年2月28日、3度目の防衛戦でジョージ・スコットと対戦し、3-0の判定勝ちで3度目の防衛に成功した。
1998年6月13日、4度目の防衛戦でセサール・バサンと対戦し、1-2の判定負けで王座から陥落するとともにプロキャリア25戦目での初黒星となった。
1999年2月27日、王者セサール・バサンと再戦し、2-1の判定勝ちで王座に返り咲いた。同王座は4度の防衛に成功した。
2000年6月17日、5度目の防衛戦でホセ・ルイス・カスティージョと対戦し、0-2の判定負けで王座から陥落した。この試合はリングマガジン アップセット・オブ・ザ・イヤーに選出された。
2000年9月15日、ホセ・ルイス・カスティージョとダイレクトリマッチで対戦し、1-0の判定ドローで王座返り咲きならず。
2003年9月13日、WBC世界ライト級王座挑戦者決定戦でファン・ラスカノと対戦し、11回TKO負け。
2006年1月27日、IBO世界スーパーライト級王座決定戦をスティーブ・クィニョネスと対戦し12回3-0の判定勝ちで王座獲得に成功した。

## 獲得タイトル
- 第25代WBC世界ライト級王座（防衛3度）
- 第27代WBC世界ライト級王座（防衛4度）
- IBO世界スーパーライト級王座